# Михайлов, Павел Яковлевич
Павел Яковлевич Михайлов (5 февраля 1889 года, с. Могильно-Посельское Тарского уезда Тобольской губернии — 7 января 1920 года) — эсер, член Всероссийского учредительного собрания, товарищ министра внутренних дел Сибирской республики.

## Биография
Родился в крестьянской семье. В 1904 году окончил томское городское училище. Поступил вольнослушателем на медицинский факультет Томского университета. Вёл партийную эсеровскую работу в Омске, Иркутске, Кургане и Красноярске. В 1905 году как боевик стал членом Сибирского летучего отряда партии эсеров. В 1907 году арестован в Иркутске, будучи несовершеннолетним, осуждён на 5 лет каторги за убийство жандарма. Дважды пытался покончить с собой: в 1910 году в Горном Зерентуе и в 1912 году в Кутомаре. С 1913 года был на поселении в Якутской области. В феврале 1914 года совершил побег, в марте того же года арестован по подозрению в подготовке покушения на забайкальского военного губернатора А. И. Кияшко. Снова был в ссылке в Якутии, откуда в 1916 году опять совершил побег. Проводил нелегальные мероприятия партии эсеров в Иркутске, Томске, Минусинском уезде Енисейской губернии, Новониколаевске, Кузнецком уезде Томской губернии.
Работал в «Обском кооператоре». После Февральской революции принимал активное участие в создании легальной эсеровской организации в Томской губернии: секретарь Томского городского партийного комитета, с июля 1917 — член губкома и его исполнительного бюро. С июля 1917 года секретарь Томской губернской земской управы, и избран гласным Томской городской думы.
В конце 1917 года был избран во Всероссийское учредительное собрание в Томском избирательном округе по списку № 2 (эсеры). 5 января 1918 года участвовал в единственном заседании Учредительного Собрания. После разгона большевиками Учредительного Собрания арестован в Петрограде большевиками. В конце января 1918 года вместе с М. Я. Линдбергом добрался из Петрограда в Томск. Там, встретившись с П. Я. Дербером и В. И. Моравским, получил назначил назначение от них уполномоченным Сибирского временного правительства. В марте 1918 года из-за установления советской власти на значительной территории Сибири председатель Временного Сибирского правительства П. Я. Дербер вместе некоторыми членами своего кабинета переехал в Харбин, затем в июне — во Владивосток. Перед отъездом для представительства на контролируемой большевиками территории Дербером был сформирован подпольный Западно-Сибирский комиссариат (ЗСК), в него кроме П. Я. Михайлова вошли ещё три эсера: М. Я. Линдберг, Б. Д. Марков, и В. О. Сидоров.
Участник белого движения Б. Б. Филимонов вспоминал:

Полковник Гришин-Алмазов вместе с видным эсером Павлом Михайловым, членом Учредительного собрания, изъездил при большевиках все более крупные города Сибири, внося всюду систему и единство в кустарно создававшиеся офицерские организации. Гришину-Алмазову, как и Павлу Михайлову, нужно отдать должное: оба они не покладая рук работали, находя среднюю примиряющую линию, и привлекали к совместной работе под флагом Сибирского правительства и эсеров, и лиц правого направления. Разъезды и подпольная работа были, конечно, сопряжены с преодолением различных трудностей, так как большевики охотились за Гришиным и Михайловым. Требовалось немало смелости, а ещё больше такта ввиду разнородности направлений политических целей и различных организаций.
В апреле 1918 года был избран членом Всесибрского крайкома партии эсеров. Михайлов организовал антибольшевистские перевороты в Томске и Новониколаевске. В июне 1918 года после свержения большевиков стал первым организатором «отделов управления», антибольшевистских органов власти в Западной Сибири. В июле-августе 1918 года товарищ министра внутренних дел во Временном Сибирском правительстве. Но в результате давления консервативных кругов ушёл в отставку.
Был членом Сибирской областной думы. Один из её лидеров. В октябре 1918 — феврале 1919 года был кандидатом в члены Сибирского крайкома партии эсеров. Летом 1919 года возглавил воссозданный Сибирский Союз эсеров, отколовшийся от партии социалистов-революционеров. Боролся с режимом адмирала Колчака.
21 декабря 1919 года арестован колчаковской контрразведкой за подготовку эсеровского восстания в Иркутске. Зверски убит на пароходе «Ангара». Утоплен семёновцами в Байкале.
Гибель П Я. Михайлова была поставлена в вину Колчаку следственной комиссией Политцентра.